# Kurzbach (Adelsgeschlecht)
Die Kurzbach sind ein uraltes deutsch-schlesisches Geschlecht, das mit den von Seydlitz gemeinsame Vorfahren hat. Der Name des alten Stammsitzes, ein ehemaliges Schloss am Rhein (Ostfrankenreich), wurde zum Familiennamen (corzybog: Kurzbach).

## Geschichte
Mit Sigismund I. sind die Kurzbach im Zuge der deutschen Ostsiedlung um 1200 nach Schlesien gekommen. Petrus und Arnold Kurzbach treten als Ministeriale in Breslauer Urkunden 1292 und 1294 auf. Hans und Peter Kurzbach nahmen 1410 an der Schlacht bei Tannenberg teil. Hans Kurzbach gelang es, Prinz Kasimir von Stettin gefangen zu nehmen, womit er großen Ruhm erwarb und seinen Einfluss unter den Jagiellonen festigte. Peter, Erbe von Witkowo, war Botschafter König Wladislaws, unterzeichnete 1436 den Frieden von Brest und soll Ahnherr der Freiherrn Kurzbach von Seydlitz, jetzt von Seydlitz-Kurzbach sein.
Um 1500 lebten drei bekannte Kurzbach: Sigismund III. von Witkowo, Sohn des Peter, als Begründer der Trachenberger Linie, sein Neffe Johannes war Domdechant zu Gnesen und Domherr in Krakau († August 1578), dessen Bruder Petrus Domherr in Wladislaw.

## Die Freiherren Kurzbach in Militsch und Trachenberg
Sigismund III. (* 1440; † 27. November 1513 in Buda, ⚭ Dorothea Gräfin von Helfenstein) ist Begründer der Militsch-Trachenberger Linie. Er war König Ladislaus II. Kämmerer, später auch Rat und Kommandant in Buda und wurde 1493 in den Reichsfreiherrnstand erhoben. 1492 erhielt er von seinem König die Herrschaft Trachenberg (mit Prausnitz), 1494 auch Militsch, die damit eine Freie Standesherrschaft in Schlesien wurden. 1512 erreichte diese durch Zukauf von Winzig, Herrnstadt und Rützen ihre größte Ausdehnung.
Sein Enkel Sigismund IV. (* 1547; † 31. Dezember 1579 in Lingen, ⚭ Helena, eine Tochter des Herzogs Friedrich III. von Liegnitz) wurde als Kriegsheld berühmt. Der protestantische Standesherr eroberte als holländischer General für die Utrechter Union im niederländischen Unabhängigkeitskrieg 1579 die Provinz Overijssel.
Sein Vetter Heinrich II. († 22. November 1590, ⚭ Eva von Wartenberg), kaiserlicher Rat, erbte von ihm Militsch, war aber bereits 1567 in den böhmischen Herrenstand aufgenommen worden und mit den Herrschaften Helfenburg, Ronburg mit Drum, Lämberg, Burg Rabí und Woltarik reich begütert. Heinrich II. Kurzbach war ab 1576 auch böhmischer Oberstmünzmeister.
Heinrichs Bruder Wilhelm Kurzbach (* 1525; † 1. Februar 1567), Kammerpräsident in Schlesien, wurde mehrfach von Maximilian II. zusammen mit Bischof Andreas Dudith als Sondergesandter beauftragt, den Ehezwist zwischen König Sigismund II. August von Polen und seiner Gemahlin Katharina beizulegen, um damit eine Entfremdung zwischen Polen und Österreich zu vermeiden. Die Ehe blieb jedoch kinderlos, Katharina kehrte nach Linz zurück, und die Heiratspolitik des Hauses Habsburg war damit gescheitert.
In diesen politischen Turbulenzen waren die schlesischen Besitztümer der Kurzbach in andauernde Grenzfehden mit Polen geraten. Freiherr Wilhelm Kurzbach sah sich wegen der ständigen Bedrohung genötigt, 100 Reiter und an die 400 Mann Fußvolk zu halten. Das kostete ihm eine beträchtliche Summe, und als Wilhelms Sohn Heinrich III. (* 20. März 1555; † 22. März 1618, ⚭ Katharina von Lobkowitz) das Erbe antrat, war die Herrschaft bereits mit Schulden überlastet. Schließlich blieb Heinrich III. Kurzbach nur noch übrig, die Standesherrschaft Trachenberg 1592 (1593 kaiserlich bestätigt) an Adam von Schaffgotsch zu verkaufen.
Heinrich II. vermachte in seinem Testament alle seine Besitzungen an seine Enkelin Eva von Lobkowitz, die diese am 4. April 1591 an ihren Ehemann Joachim von Maltzan abtrat.
Entgegen einigen Angaben erlosch die Trachenberger Linie 1618 nicht, sondern blühte mit Heinrichs III. Sohn Ladislaus Julius Eusebius († 1642 auf Saidschitz) und dessen Nachkommen bis in das 18. Jh. in Böhmen weiter.

## Andere Linien
In Oberschlesien blühte noch eine bekannte Linie der Freiherren von Kurzbach mit Uladislaus von Kurzbach-Zawadzki, der 1656 als kurbrandenburgischer Hofrat starb. Hedwig von Kurzbach-Zawadzki (⚭ Johann Georg von Schlichting) wird als Stadtgründerin von Schlichtingsheim genannt.
Die später in Polen ansässigen Grafen von Korzbok-Łącki (auch: Lonski/Loncki) sind auf eine Linie der Kurzbach in Posen zurückzuführen.
Die in Westpreußen und Pommern angesessenen von Korzbok Lonski (auch: Łącki/Loncki) gehören vermutlich ebenso zur Posener Linie der Kurzbach. Hier besaßen sie unter anderem adlige Gutsanteile in Adlig Briesen, Liepnitz oder Adlig Lonken (allesamt Kreis Konitz).

## Wappen
Das Wappen zeigt in Schwarz drei übereinander liegende silberne Fische. Auf dem Helm mit schwarz-silbernen Helmdecken eine silbern gestulpte schwarze Tatarenhut, mit einem schräglinks liegenden Kranz aus wechselnd roten und silbernen Rosen belegt, oben besteckt mit fünf wechselnd silbernen und roten Straußenfedern.

Das älteste Siegel an einer Urkunde des Zisterzienser-Klosters Leubus 1322
Wappen der polnischen Korzbok (Korbog, Korcbok, Kurczbach)